# Maurice Obstfeld
Maurice Moses "Maury" Obstfeld (New York, 19 de marzo de 1952) es un profesor de economía estadounidense. 
Trabaja en la Universidad de California en Berkeley y fue hasta diciembre de 2018 economista jefe en el FMI.
Es conocido por sus investigaciones en la economía internacional. Actualmente es uno de los economistas más influyentes según IDEAS/RePEc. Se graduó de la Universidad de Pensilvania con honores, y también en la Universidad de Cambridge y el MIT. Se unió al cuerpo docente de la UCLA en Berkeley en 1989 como profesor, luego de haber pasado por la Universidad de Columbia (1979-1986) y Pensilvania(1986-1989), también fue profesor visitante en Harvard entre 1989 y 1991. Recibió su doctorado en el MIT en 1979. Obstfeld es asesor honorario del Instituto de Estudios Monetarios y Económicos del Banco de Japón. Obstfeld es miembro de la Sociedad de Econometría y la Academia Estadounidense de Ciencias.
El 3 de junio de 2014, la Casa Blanca anunció que Obstfeld se uniría el Consejo de Asesores Económicos como macroeconomista líder.
El 20 de julio de 2015, Christine Lagarde, Directora del Fondo Monetario Internacional (FMI), anunció su intención de nombrar a Obstfeld como Asesor Económico y director del departamento de investigaciones del FMI. Obstfeld empezó a trabajar en el Fondo el 8 de septiembre de 2015.

## Libros y publicaciones
- octubre de 2010, "Too Much Focus on the Yuan?" (with Alan J. Auerbach).
- diciembre de 2009, "Lenders of Last Resort and Global Liquidity: Rethinking the System," Difusión para el desarrollo (Instituto del Banco Mundial).
- 2000, "Globalization and Macroeconomics" Fall .
- "Money, Capital Mobility, and Trade: Essays in Honor of Robert Mundell" con Guillermo Calvo y Rudi Dornbusch.
- "International Economics: Theory and Policy" con Paul Krugman y Marc Melitz
- "Foundations of International Macroeconomics" con Kenneth Rogoff.